# 마할리아 잭슨

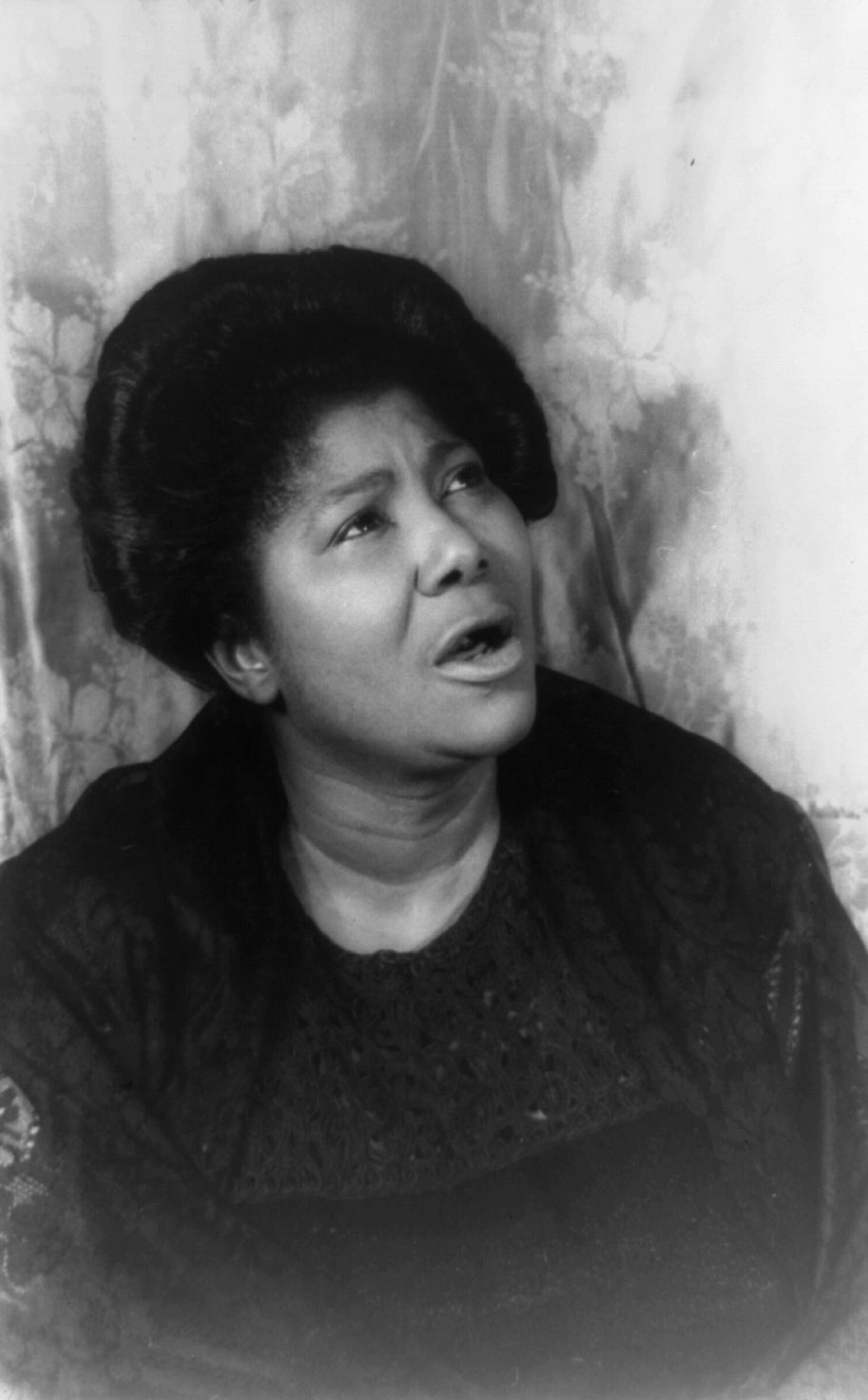
1962년, 칼 반 베흐텐이 촬영한 마할리아 잭슨

마할리아 잭슨(영어: Mahalia Jackson 머핼리아 잭슨[*], 영어 발음: /məˈheɪliə/, 1911년 10월 26일 ~ 1972년 1월 27일)은 미국의 가수이다. "찬송가의 여왕"으로 알려졌다. 미국 대통령, 로마 교황 앞에서도 공연을 개최한 적이 있으며, 컬럼비아 전속으로 《MJ 이야기》, 《영혼의 노래》 등의 음반이 있다. 영화 《한여름밤의 재즈》에도 출연하였다.

## 생애
뉴올리언스에서 태어나 어릴 때부터 교회 성가대에서 노래를 불렀으며, 차차 그 실력이 인정되어 명성을 떨쳤다. 16세 때에 시카고로 이주하여 여러 가지 일을 하였고, 교회 성가대의 공연으로 벌은 돈으로 미용실, 꽃가게 등을 차례로 열고 부동산 투자를 하기도 하였다.
그녀의 더욱 평범한 목소리는 1930년대 전국 성가대 공연을 가지면서 <He's Got the Whole World in His Hands>와 1934년 처음으로 녹음된 <God Gonna Separate the Wheat from the Tares> 등의 곡을 부르며 처음으로 넓은 공동적 주목을 이끌었다.
후에 잭슨의 레코드는 수백만 장이나 팔렸고 흑인 공동체들 사이에 인정을 받기 시작하였다. 이로 인하여 1950년 10월 4일 뉴욕의 카네기 홀에서 첫 공연을 가지는 계기가 되었으며 국내와 해외에서 라디오와 텔레비전 방송에 나오기 시작하였다. 1958년에 열린 뉴포트 재즈 축제에서 듀크 엘링턴과 함께 연주하기도 하였다.
1955년 앨라배마주 몽고메리에 건너가 마틴 루서 킹 2세의 버스 안타기 운동을 후원하면서 흑인들의 인권 운동의 활약을 보였다. 1963년에는 킹 목사가 워싱턴 D.C.에서 "난 꿈이 있습니다" 연설을 할 때에 노래를 부르기도 하였다.
1972년 1월 27일 시카고에서 사망하였다.

## 같이 보기
- 제시 잭슨